# Rôle de l'horloge circadienne dans le développement de la maladie du diabète
Plusieurs composantes de l’horloge circadienne ont un impact sur le développement du diabète chez l'humain, le fonctionnement rythmique du pancréas étant présumé être sous contrôle du noyau suprachiasmatique, qui est affecté par la modulation par les produits des gènes Clock, Period, Bmal, Cryptochrome et Rev-Erb-α.

## GènesClocketBmal
Clock et Bmal sont des composantes de l’horloge circadienne. le rôle principal de ces deux gènes est la régulation de  l’oscillateur central au niveau de l’hypothalamus ainsi que dans les tissus périphériques. Les horloges de ces tissus régulent la périodicité au cours des 24 heures des mécanismes qui contrôlent la glycolyse et l’oxydation des acides gras . Les changements environnementaux, comme les schémas irréguliers de prise alimentaire, sont reconnus comme altérant les rythmes circadiens et ces altérations durables favorisent les désordres métaboliques, comme l’obésité et le diabète de type 2. Une étude sur les souris en 2005 a en effet montré que mutants de Clock deviennent plus rapidement obèses et hyper glycémiques lors d’un régime HFD, tandis que les souris déficientes pour Bmal1 (bmal1-/- ) ; ne sont pas résistantes à l’insuline mais plutôt sensibles. Le résultat semble indiquer une diminution de la synthèse du glucose.
La fonction d’une même protéine de l’horloge peut être différente dépendamment des organes : s’il y a une délétion de bmal1 dans le tissu adipeux, la prise de nourriture augmente dans la période de repos, et cela permet l’obésité et l’hyperglycémie. Une délétion dans le pancréas induit une hypo-insulinémie. Parallèlement, une délétion de Bmal1 dans le foie cause une hypoglycémie au repos, des altérations du rythme circadien des gènes du métabolisme hépatique du glucose. Par contre, une déficience pour Cry provoque une hyperglycémie. Ces études prédisent qu’il existe un rôle spécifique des composants de l’horloge : Clock et Bmal, qui dépendent de l’organe et de la phase du cycle. Alors Bmal1 et Clock, composantes de base de l'horloge moléculaire, contribuent substantiellement à la régulation de la récupération de la réponse hypoglycémique à l'insuline. Un dysfonctionnement dans le gène Clock rend la personne hyperglycémique et devient plus rapidement résistant à l’insuline. Au contraire, un dysfonctionnement de Bmal1 rend la personne plus sensible à l’insuline, et présente une diminution de la synthèse de novo du glucose .

## GèneCry
Avec le diabète, les réactions inflammatoires ont lieu au pancréas, montrant donc un effet du système immunitaire qui les déclenche. Des études montrent que le noyau suprachiasmatique (SCN), coordonnant des rythmes dans le corps, serait responsable de la modulation de réponse inflammatoire dans le pancréas chez les patients. Parmi les facteurs la modulant, l’expression du gène Cryptochrome (Cry), induite par les produits des gènes Clock et Bmal, comportant 2 types de gène, Cry 1 et Cry 2, serait à l’origine du contrôle de la synthèse des protéines d’inflammation comme les NF-κB, activant les cellules phagocytaires, ainsi que des cytokines pro-inflammatoires. Effectivement, Cry serait un inhibiteur de la synthèse de cytokines pro-inflammatoires et de NF-κB : chez les souris doubles-mutantes de Cry (Cry1−/−;Cry2−/−) dont les deux composantes du gène sont dysfonctionnelles, une plus grande expression de IL-6, TNF-α et iNOs a lieu, soit des cytokines pro-inflammatoires dont l’expression est normalement contrôlée par les gènes Bmal-1 et Clock. La voie de signalisation NF-κB est alors activée constamment chez les mutants, augmentant l’activation des cellules phagocytaires augmentant la réaction inflammatoire.
Cry est alors un inhibiteur de la transcription des gènes effecteurs des gènes Clock (Clk) et Bmal, car une fois désactivée, il n’y a plus d’inhibition de transcription par les gènes Clk et Bmal, leurs produits, cytokines et NF-κB sont synthétisés continuellement augmentant l’inflammation dans le pancréas. Ceci signifie que Cry fait une boucle de rétroaction négative à Clk et Bmal. Une altération de Cry serait donc un facteur d'aggravation de la maladie du diabète.

## GènePer
Period (Per) est un gène exprimé de manière rythmique dans le SCN. Son expression au SCN est induite par l’exposition de l’organisme à la lumière. La présence des produits des gènes Clock et Bmal, CLOCK et BMAL, est essentielle : les deux produits forment un hétérodimère et agissent en facteur de transcription du gène Per . La protéine traduite à partir de Per, PER, migre ensuite au noyau et agit comme inhibiteur de la transcription des gènes Clock et Bmal. De cette manière, Per régule négativement l’expression de Clock et Bmal de manière à faire une boucle de rétroaction négative. PER interagit avec CRY pour faire cette boucle de rétroaction.
Avec le diabète de type 1, les cellules pancréatiques sont détruites et l’insuline n’est plus produite, la diminution de l’expression de Per serait une manière de réguler et de compenser les manques d’insuline, en augmentant l’expression de Bmal qui amplifie la production de cette hormone. Effectivement, dans le foie des souris diabétiques, l’expression de Per diminue lorsque le taux de glucose plasmatique est trop élevé. De plus, Per inhibe l’expression du gène Bmal, ce qui a pour effet de diminuer la sécrétion de l’insuline dans le sang . Des délétions dans Per provoquent une avance de phase chez les patients, rapetissant leur période de l’horloge circadienne et en altérant leur régulation glycémique. Certaines études sont en cours de route afin de démontrer que le gène Per dysfonctionnel ou altéré pourrait être à l’origine du développement du diabète du type 2, en provoquant un choc à l’insuline produite en trop grande quantité en cas d’altération de Per et amenant une diminution de sensibilité des cellules corporelles à l’insuline .

## GèneRev-Erb α
Rôle du Rev-Erb α dans l’horloge circadienne : Rev-Erbα est une des composantes de l’horloge circadienne. C’est un récepteur nucléaire agissant comme régulateur négatif majeur de l’expression cyclique du gène Bmal1. Par RT-PCR, il a été montré que l’expression de Rev-Erbα présente une oscillation circadienne, qui est par ailleurs contrôlée par les composantes de l’horloge. Clock et Bmal1 vont favoriser l’expression de Rev-Erbα alors que Cry et Per vont inhiber son expression. REV-ERBα constitue un lien par lequel les composantes de la boucle négative amènent l’expression anti-phasique des composants de la boucle positive. REV-ERBα influence la longueur de la période et affecte les propriétés de déphasage de l’horloge .     
Rôle du Rev-Erb α sur le pancréas : îlots α et β : Rev-Erbα est exprimé sous forme d’une oscillation circadienne intrinsèque au sein du pancréas, par les cellules α et β des îlots de Langerhans . Il y joue plusieurs rôles : Rev-Erb α joue un rôle de régulateur intracellulaire dans le contrôle homéostatique du glucose, dont les effets dépendent du niveau extracellulaire de glucose .  
In vitro comme in vivo, les cellules α des îlots de Langerhans sont capables d’induire ou de réprimer l’expression de Rev-Erb α selon le taux de glucose. En cas d'hypoglycémie, l’expression de Rev-Erb α est favorisée. Celle-ci conduit à l’exocytose du glucagon par les cellules α des îlots de Langerhans. En cas d'hyperglycémie, le glucose va inhiber la voie AMPK/Nampt/Sirt1, inhibant dès lors l’expression de Rev-Erb α et donc la libération de glucagon. Dans les cellules α où le gène Rev-Erb α est inactivé (silencing), la sécrétion du glucagon en réponse au glucose est altérée. Un ciblage de la voie AMPK/Nampt/Sirt1 dans les cellulesα notamment par la metformine pourrait constituer un traitement contre l’hyperglycémie dans les diabètes, ainsi que l’obésité . Par ailleurs, grâce aux siRNA, Rev-Erb α démontre in vitro un rôle dans le processus d’exocytose, comme l’expression de gènes exocytiques tels que Syntaxin1a, Munc18  C’est par cette liaison au processus d’exocytose que Rev-Erb α agirait sur la sécrétion d’insuline en diminuant l’expression de gènes exocytiques dans les cellules β des îlots de Langerhans. Par dosage radio-immunologique, la sécrétion de l’insuline en réponse au glucose démontre une diminution dans les cellules β où le gène Rev-Erb α est inactivé (silencing), pareillement à la prolifération des cellules β.